# Reforma rozgrywek piłkarskich w Polsce w 2008 roku
Reforma rozgrywek piłkarskich w Polsce w 2008 roku – reorganizacja rozgrywek piłki nożnej w 2008 roku, która doprowadziła do zmian na wszystkich szczeblach rozgrywkowych w Polsce. 

## Przed reformą
W sezonie 2004/2005 ówczesna I liga (najwyższy poziom rozgrywkowy) uzyskała sponsora, w związku z czym obok oficjalnej nazwy funkcjonowała również nazwa marketingowa – Idea Ekstraklasa. W sierpniu 2005 roku najwyższą zarządzanie najwyższą ligą od PZPN-u przejęła nowa spółka – Ekstraklasa SA. W związku z tymi zmianami w styczniu 2007 roku przegłosowano reformę rozgrywek piłkarskich, która odbyła się rok później.

## Reforma ogólnokrajowa

### Zmiany nazwy szczebli rozgrywkowych
Reforma w 2008 wprowadziła dodatkowy, trzeci poziom centralny. Spowodowało to przy okazji zmianę nazwy poszczególnych rozgrywek piłkarskich:
- I poziom rozgrywkowy: Ekstraklasa/I liga -> Ekstraklasa;
- II poziom rozgrywkowy: II liga -> I liga;
- III poziom rozgrywkowy: III liga -> II liga;
- IV poziom rozgrywkowy: IV liga -> III liga;
- V poziom rozgrywkowy: klasa okręgowa -> IV liga;
- VI poziom rozgrywkowy: klasa A -> klasa okręgowa;
- VII poziom rozgrywkowy: klasa B -> klasa A;
- VIII poziom rozgrywkowy: klasa C -> klasa B.

W przypadku powołania klasy C w sezonie 2008/2009 stawała się ona nowym, IX poziomem rozgrywkowym.

### Zmiany ilości grup
Wraz ze zmianami poszczególnych szczebli rozgrywkowych dokonano również zmian w ilości grup. O ile pierwsze dwa poziomy rozgrywkowe (od 2008 roku Ekstraklasa i I liga) pozostały ligami z 1 grupą, o tyle zmiany dotknęły III i IV szczebel:
- na III szczeblu rozgrywkowym dotychczasowe 4 grupy III ligi zamieniono na 2 grupy nowej II ligi;
- na IV szczeblu rozgrywkowym dotychczasowe 18 grup IV ligi zamieniono na 8 grup nowej III ligi[2].

Zmiany dotknęły ponadto rozgrywki regionalne, jednak tam liczba grup po reformie była określana osobno przez poszczególne wojewódzkie Związki Piłki Nożnej.

## Reforma w województwach małopolskim i zachodniopomorskim
W województwach małopolskim i zachodniopomorskim zachowano V ligę, w wyniku czego poszczególne szczeble rozgrywkowe poniżej IV ligi uległy następującym zmianom:
- V poziom rozgrywkowy: V liga -> IV liga;
- VI poziom rozgrywkowy: klasa okręgowa -> V liga;
- VII poziom rozgrywkowy: klasa A -> klasa okręgowa;
- VIII poziom rozgrywkowy: klasa B -> klasa A;
- IX poziom rozgrywkowy: klasa C -> klasa B.

W przypadku powołania klasy C w sezonie 2008/2009 stawała się ona nowym,  X poziomem rozgrywkowym.

## Reforma w województwie mazowieckim
W województwie mazowieckim doszło do likwidacji rozgrywek V ligi przed sezonem 2008/2009, w wyniku czego zmiany szczebli w tymże województwie dotknęły jedynie IV ligi:
- V poziom rozgrywkowy: V liga -> IV liga.

## Reakcje na reformę
Zarówno przed jak i po reformie rozgrywek piłkarskich w Polsce pojawiały się mieszane reakcje. Jako pozytywy wymieniano głównie zwiększenie poziomu rozgrywek (zwłaszcza nowo utworzonej II i III ligi) oraz ułatwienie możliwości znalezienia sponsora tytularnego dla poszczególnych lig. Do negatywów zaliczono z kolei zmniejszenie zainteresowania piłką nożną w ośrodkach, które spadły ze szczebla centralnego i makroregionalnego, zwiększenie wymagań finansowych a także niejasnych zasad reorganizacji, awansów i spadków z poszczególnych lig po sezonie 2007/2008. Ponadto, w tym okresie wciąż dochodziło do licznych degradacji związanych z aferą korupcyjną, co ostatecznie doprowadziło do dodatkowych problemów z ustaleniem składów lig w sezonie 2008/2009.

## Późniejsze zmiany
Wraz z utworzeniem dodatkowego, trzeciego szczebla centralnego, liczba drużyn grająca na szczeblu centralnym wzrosła z 34 do 70. W następnych latach dochodziło do licznych wycofań drużyn z rozgrywek szczebla centralnego, co ostatecznie doprowadziło do zmniejszenia II ligi poprzez połączenie 2 grup w 1 w roku 2014. 2 lata później zmniejszono również ilość grup III ligi z 8 do 4. Ponadto, w województwach dolnośląskim, małopolskim, mazowieckim, śląskim, wielkopolskim i zachodniopomorskim dochodziło do znaczących zmian w rozgrywkach regionalnych (m.in. dzielenie i łączenie grup IV ligi oraz tworzenie i likwidowanie V ligi).